# Runar Långbacka
Runar Immanuel Långbacka, född 11 oktober 1905 i Terjärv, död 4 november 1970 i Vasa, var en finländsk lärare. Han var far till Ralf Långbacka.
Långbacka utexaminerades 1927 från Nykarleby seminarium och anställdes samma år som folkskollärare i Finby i Närpes, där han arbetade till 1967. Han var en mångsidigt inriktad kulturpersonlighet, verksam inom freds-, nykterhets-, sång- och musikrörelsen med flera folkrörelser samt engagerad som politisk skribent i flera tidningar, främst Kaskö Tidning. Han var en central gestalt särskilt inom fredssträvandena i svenska Österbotten.